# Натан Едвін Брілл
На́тан Е́двін Брілл (англ. Nathan Edwin Brill; 3 січня 1860, Нью-Йорк, США — 13 грудня 1925, Нью-Йорк) — американський лікар, доктор медицини, професор, відомий відкриттям пізнього рецидиву при епідемічному висипному тифі, а також деяких форм лімфоми і гемолітичної анемії.

## Біографія
Син Саймона і Адельгейт Бріллів.

### Освіта
Навчався в міському коледжі Нью-Йорка, здобув ступінь бакалавра гуманітарних наук 1877 року. Здобув вищу медичну освіту в Нью-йоркському університеті, закінчив його 1880 року, отримавши звання доктора. 1883 року отримав ступінь магістра гуманітарних наук

### Наукова і медична кар'єра
Він був інтерном у лікарні Бельв'ю з 1879 по 1881 рік. У 1882 році його було призначено лікарем у госпіталь Маунт Синай, де він у подальшому став професором у коледжі лікарів і хірургів 1910 року.
1910 року Брілл вперше описав випадки, які за клінічними проявами нагадували епідемічний висипний тиф, але їм був притаманний легший перебіг, вони відбувалися у вихідців зі Східної Європи, які раніше перенесли епідемічний висипний тиф у країнах, звідки приїхали до США. У цих хворих Брілл не спостерігав головного фактору реалізації передачі цієї хвороби — вошивості. 1934 року американський науковець Ганс Цинссер припустив, що ці випадки — рецидив перенесеного раніше епідемічного висипного тифу, а не нове зараження, що це відбувається через затримку рикетсій під час первинної хвороби в організмі людини, а під час певних імунологічних зрушень, переважно тоді, коли хворі дожили до похилого віку, йде рецидивування. У сучасній медичній літературі цей рецидив іменують хворобою Брілла-Цінссера.
1925 року Брілл описав особливу форму лімфоми, яка характеризувалась комбінованою проліферацією лімфобластів і ретикулярних клітин у лімфоїдних фолікулах, що призводило до збільшення кількості та розмірів зародкових фолікулів.Практично того ж часу подібне описав американський лікар Дуглас Сіммерс У медичній літературі захворювання іменують хворобою Брілла-Сіммерса.
Брілл також описав практично разом з американським патологом Максом Ледерером у 1925—1926 роках автоімунну гемолітичну анемію з надзвичайно варіабельними показниками., яку називали надалі хворобою Брілла-Ледерера, на сьогодні цей термін є застарілим.
Також він вивчав питання змін селезінки при спленомегалії типу Гоше, роль видалення селезінки при лікуванні тромбоцитопенічної пурпури, показав своє неабиякі діагностичні здібності при дослідженні багатьох на той момент нерозшифрованих форм хвороб, неврологічними проявами їх.
У лютому 1887 року Брілла було вибрано в члени Американської медичної асоціації, а трохи згодом до Американського товариства лікарів і Нью-йоркської академії медицини. Брілл був за роки своєї медичної кар'єри членом ще 6 медичних асоціацій і товариств США. Упродовж 1892—1894 років він був президентом Американської асоціації медичної юриспруденції. Тривалий час очолював медичну комісію госпіталю Маунт Сінай.
Його визначали в професійній діяльності як видатного діагноста. Він узяв участь у перекладі й доповненні фундаментального посібника з клінічної діагностики англ. The elements of clinical diagnosis Георга Клемперера (головний автор), разом із Самуєлем Брукнерем. Посібник витримав багато перевидань аж до 2015 року.
Він був патріотом своєї країни, хотів узяти участь у першій світовій війні на європейських фронтах, але нездоров'я не дозволило це йому здійснити. Він виконував певні обов'язки на теренах США в ранзі майора армійського корпусу США.
Одружився з Ельзою Жозефталь. Мав з нею двох дітей — дочку Елізабет Джойс і сина Джона Льюїса.
1917 року в Брілла з'явилися перші ознаки смертельного захворювання — він поступово втрачав голос через рак гортані. Інвалідизуючу хворобу переносив стійко, продовжуючи за можливості медичні спостереження. Його друг, преподобний Стефан Уайз сказав так про це:
| Це сміливість непокірливого джентльмена, який перед обличчям незгод і випробувань і нескінченно обтяжливих труднощів демонструє всеосяжний стоїцизм без будь-якої гіркоти. |
Помер 13 грудня 1925 року в Нью-Йорку.